# Prêmio Berggruen
O Prêmio Berggruen é um prêmio de US$ 1 milhão concedido a cada ano a um indivíduo significativo no campo da filosofia. É concedido no Instituto Berggruen a "pensadores cujas ideias nos ajudaram a encontrar direção, sabedoria e autocompreensão aprimorada em um mundo que está sendo rapidamente transformado por profundas mudanças sociais, tecnológicas, políticas, culturais e econômicas".
O Prêmio Berggruen foi concedido pela primeira vez em 2016 com o objetivo evidente de se tornar um "Prêmio Nobel de Filosofia".

## Visão geral
O primeiro destinatário do Prêmio Berggruen foi o filósofo canadense Charles Taylor, cujo trabalho "nos incita a ver os humanos como constituídos não apenas por sua biologia ou suas intenções pessoais, mas também por sua existência dentro da linguagem e redes de relacionamentos significativos."
O prêmio é concedido anualmente em dezembro, com cerimônia na Biblioteca Pública de Nova York. Em 2016, os palestrantes da cerimônia incluíram a presidente da Universidade da Pensilvânia, Amy Gutmann, e o jornalista Fareed Zakaria.

## Vencedores
- 2016: Charles Taylor[11] - Filósofo canadense e professor emérito de filosofia na Universidade McGill
- 2017: Onora O'Neill[12] - Filósofo inglês e membro da Câmara dos Lordes
- 2018: Martha Nussbaum[13] - Filósofa americana e Professora Distinta de Direito e Ética da Ernst Freund na Universidade de Chicago
- 2019: Ruth Bader Ginsburg[14] - Advogada e jurista americana que foi desembargadora da Suprema Corte dos EUA
- 2020: Paul Farmer[15] - Antropólogo médico
- 2021: Peter Singer[16] - Filósofo australiano e professor na Universidade de Princeton
- 2022: Kojin Karatani[17] - Filósofo e crítico literário japonês, tendo atuado como professor na Universidade Kindai
- 2023: Patricia Hill Collins[18] - Socióloga e professora emérita na Universidade de Maryland

## Júri de premiação
- Kwame Anthony Appiah - Professor de Filosofia e Direito da Universidade de Nova York
- Leszek Borysiewicz - Vice-Chanceler da Universidade de Cambridge
- Antonio Damasio - Diretor do Brain and Creativity Institute da Universidade do Sul da Califórnia
- Amy Gutmann - Presidente da Universidade da Pensilvânia
- Amartya Sen - Prêmio Nobel, Professor de Economia e Filosofia da Universidade de Harvard
- Alison Simmons - Professora de Filosofia na Universidade de Harvard
- Michael Spence - Prêmio Nobel, Professor de Economia e Negócios na Universidade de Nova York
- Wang Hui - Professor de Língua e Literatura Chinesa na Universidade Tsinghua
- George Yeo - Ex-Ministro das Relações Exteriores de Cingapura
- David Chalmers - filósofo e cientista cognitivo australiano
- Elif Shafak - romancista turco